# Bilché (Dubno)
Bilché (ucraniano: Більче́) es un pueblo de Ucrania perteneciente al municipio rural de Boremel, en el raión de Dubno de la óblast de Rivne.
En 2001, el pueblo tenía una población de 252 habitantes.
Se ubica en la periferia septentrional de Maleve, sobre la carretera que lleva a Pidloztsí, entre el río Styr y el límite con la óblast de Volinia.

## Historia
Antes de la formación del actual municipio de Boremel en 2016, el pueblo era una pedanía del consejo rural de Maleve en el raión de Demýdivka.